# Pfarrhaus (Hostouň)

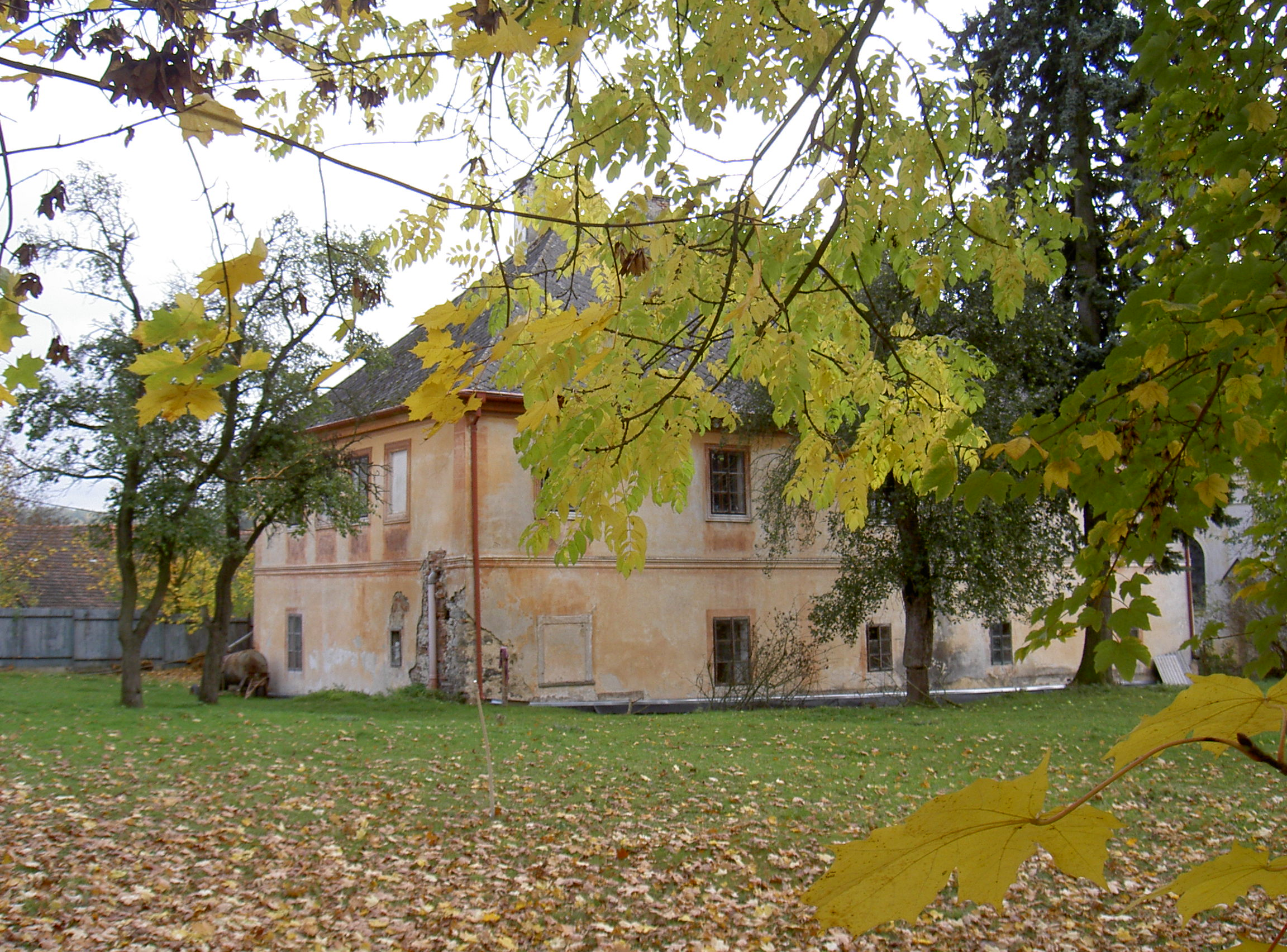
Ehemaliges Pfarrhaus in Hostouň

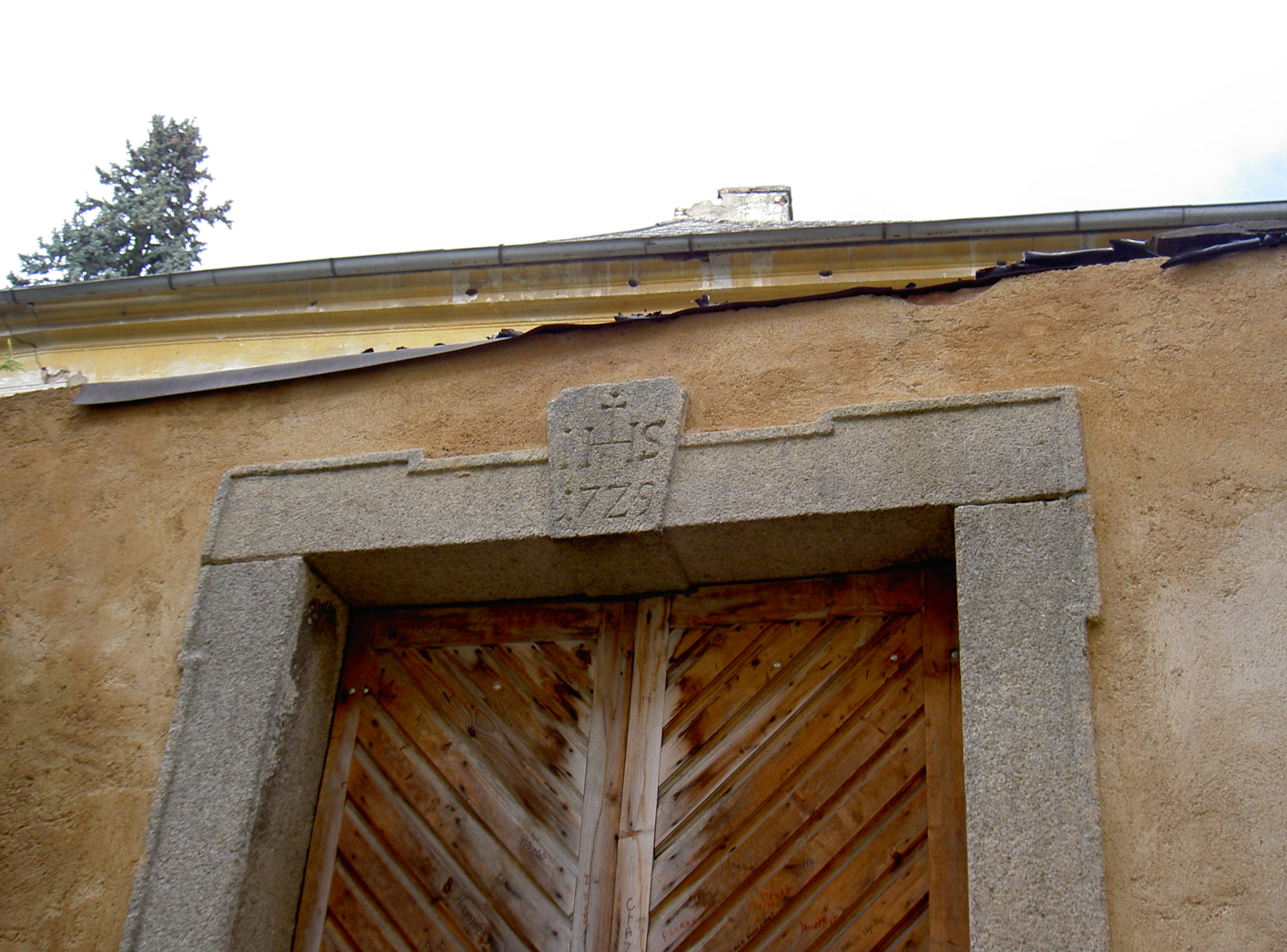
Tür mit der Jahreszahl 1729

Das Pfarrhaus in Hostouň (deutsch Hostau), einer tschechischen Stadt im Okres Domažlice in der Region Plzeňský kraj, wurde 1729 errichtet und 1877 nach einem Brand wieder aufgebaut. Das ehemalige Pfarrhaus neben der Kirche ist ein geschütztes Kulturdenkmal.
Der zweigeschossige Walmdachbau im Stil des Barocks steht leer und verfällt.